# Vladislav Kuzmicic
Vladislav Dusan Kuzmicic Calderón (Iquique, 23 de octubre de 1945) es un médico cirujano y político chileno de ascendencia croata. Entre 1990 y 1994 fue diputado por el distrito N.° 2.

## Biografía
Nació en Iquique el 23 de octubre de 1945. Se casó con Ingrid Astorga y tienen tres hijos y dos nietos.
Los estudios primarios los realizó en la Escuela N.°4 de Iquique, mientras que los secundarios en el Liceo de Hombres de la misma ciudad, y en la Escuela Militar. Posteriormente ingresó a la Facultad de Medicina de la Universidad de Chile, donde obtuvo el título de Médico Cirujano. Y entre 1977 y 1979 realizó un postgrado en Medicina Interna, especializándose en Cardiología.
En 1966 se convirtió en miembro del Partido Socialista de Chile y participó como dirigente estudiantil hasta 1970; a partir de ese año fue Delegado de la CUP-Médicos en el Hospital de su ciudad natal, Iquique.
Tras el Golpe de Estado de 1973 fue detenido y tomado prisionero en el Campo de Prisioneros de Pisagua, siendo liberado en 1974.
Durante la dictadura militar se desempeñó como primer secretario regional del Partido Socialista; posteriormente asumió la presidencia de la Alianza Democrática de Iquique; más adelante, se inscribió en el Partido por la Democracia (PPD) y ocupó el puesto de presidente provincial.
En las elecciones parlamentarias de 1989 resultó elegido diputado en representación del PPD por el Distrito N.°2, comunas de "Iquique, Huara, Camiña, Colchane, Pica y Pozo Almonte", período 1990 a 1994; integró la Comisión Permanente de Relaciones Exteriores, Integración Latinoamericana y Asuntos Interparlamentarios y la de Recursos Naturales, Bienes Nacionales y Medio Ambiente. El 13 de mayo de 1993 renunció al PPD. En las elecciones parlamentarias de 1993 se postuló nuevamente a diputado por el Distrito 2 como independiente dentro del pacto Alternativa Democrática de Izquierda, sin resultar electo.
En las elecciones municipales de 1996 fue elegido concejal por Iquique en representación del PS, ejerciendo como tal hasta 2000. En las elecciones municipales de 2004 fue elegido nuevamente en representación del pacto Nueva Fuerza Regional, ejerciendo hasta 2008.
Además de ser concejal, se desempeñó como médico personal del exalcalde de esa comuna y senador Jorge Soria Quiroga.

## Historial electoral

### Elecciones parlamentarias de 1993
- Elecciones parlamentarias de 1993 a Diputado por el distrito 2 (Camiña, Colchane, Huara, Iquique, Pica y Pozo Almonte)[1]

### Elecciones municipales de 1996
- Elecciones municipales de 1996, Iquique[2]

### Elecciones municipales de 2004
- Elecciones municipales de 2004, Iquique[3]